# غاري غوردون
غاري غوردون هو كاهن كاثوليكي كندي، ولد في 10 يونيو 1957 في فانكوفر في كندا.